# 정우진 (바둑 기사)
정우진(鄭宇津, 2005년 6월 3일 ~ )은 대한민국의 바둑 기사이다.

## 약력
서울 출신으로 7세경 바둑에 입문했다. 2016년 한화생명배 국수부와 문체부장관배 초등최강부에서 준우승을 차지했고 2017년부터 한국기원 연구생에 선발되어 입단을 준비했다. 양천대일 바둑도장에서 이용수 사범의 지도를 받았으며, 2018년 세계청소년바둑대회 시니어부에서 준우승을 하는 등 여러 대회에서 입상했다. 2019년 제10회 지역영재 입단대회을 통해 최은규, 김영광과 함께 입단했다. 실리형의 바둑을 둔다. 2021년에 2단으로 승단했다.